# Walt Disney World Resort
Walt Disney World Resort, comumente conhecido como Walt Disney World e informalmente Disney World, é o resort de entretenimento mais visitado em todo o mundo, situado em Bay Lake, Flórida, próxima a cidade de Orlando. O resort foi aberto em 1 de outubro de 1971 e recebe anualmente mais de 100 milhões de pessoas em seus parques temáticos e hotéis.
Em 2018, o Walt Disney World foi o resort de férias mais visitado do mundo, com uma frequência média anual de mais de 58 milhões de visitantes. O resort é o maior empregador em um único local nos Estados Unidos, o principal destino das empresas corporativas mundiais da Disney e se tornou um elemento popular na cultura dos Estados Unidos.
Abrangendo 5.700 hectares, pertence e é operada por The Walt Disney Company através da divisão de seus parques e resorts e é o lar de quatro parques temáticos, dois parques aquáticos, vinte e sete resorts temáticos (excluindo mais nove que estão no local, mas não pertencente ao The Walt Disney Company), dois spas e centros de ginástica, cinco campos de golfe, e outros locais de lazer, esporte, compras e entretenimento. Magic Kingdom foi o primeiro parque do complexo, seguido de Epcot, Disney's Hollywood Studios e Disney's Animal Kingdom, abertos entre as décadas de 1980 e 1990.
O resort foi desenvolvido por Walt Disney na década de 1960 para complementar o parque da Disneylândia em Anaheim, Califórnia, que fora aberto em 1955. Além de hotéis e um parque temático similar à Disneylândia, os planos originais de Walt Disney também incluíam um "Protótipo Experimental da Comunidade do Amanhã", uma cidade planejada que serviria como um laboratório de experiências para novas inovações para a vida na cidade (vida metropolitana). Após intensa pressão, o governo da Flórida criou o Reedy Creek Improvement District, um distrito governamental que essencialmente deu para a Walt Disney Company os poderes e autonomia normais de uma cidade incorporada. Walt morreu em 15 de dezembro de 1966 antes que seus planos originais fossem completamente realizados.

## História

### Concepção
Em 1952, Walt Disney Productions procurava um lugar para seu segundo parque (o primeiro era a Disneylândia, em Anaheim, California), que havia sido aberto em 1960. Pesquisas de mercado revelaram que somente 5% dos visitantes da Disneylândia vinham da região leste dos Estados Unidos, onde 75% da população se concentrava na época. Além disso, Walt Disney não gostou do negócio que foi criado nas áreas ao redor do parque e buscava algo maior, que pudesse controlar uma área mais ampla e tivesse maior autonomia - imagem. Walt Disney voou sobre a região de Orlando, na Florida em novembro de 1963 e viu uma boa malha viária já construída na época, incluindo a Interstate 4 e a Florida Turnpike. Também já possui um aeroporto na região e então Disney escolheu uma região central no estado, próximo a Bay Lake. Para evitar especulação imobiliária, a Walt Disney Company usou corporações com nomes fantasia para adquirir 11 106 hectares de terra. Após a venda dos terrenos, os antigos donos ficaram felizes de vender suas terras, já que não valiam muito na época e era basicamente um terreno pantanoso, sem futuro econômico.
Rumores na época era de que as terras estavam sendo compradas para ampliação do Kennedy Space Center. Uma notícia do jornal Orlando Sentinel, em maio de 1965 ligava as compras à Disney, mas Walt Disney negava a afirmação do jornal. Em outubro de 1965, Emily Bavar, um editor do jornal Sentinel, visitou a Disneylândia na celebração dos 10 anos do parque e perguntou a Disney novamente sobre as terras da Florida, quando Disney negou mais uma vez.

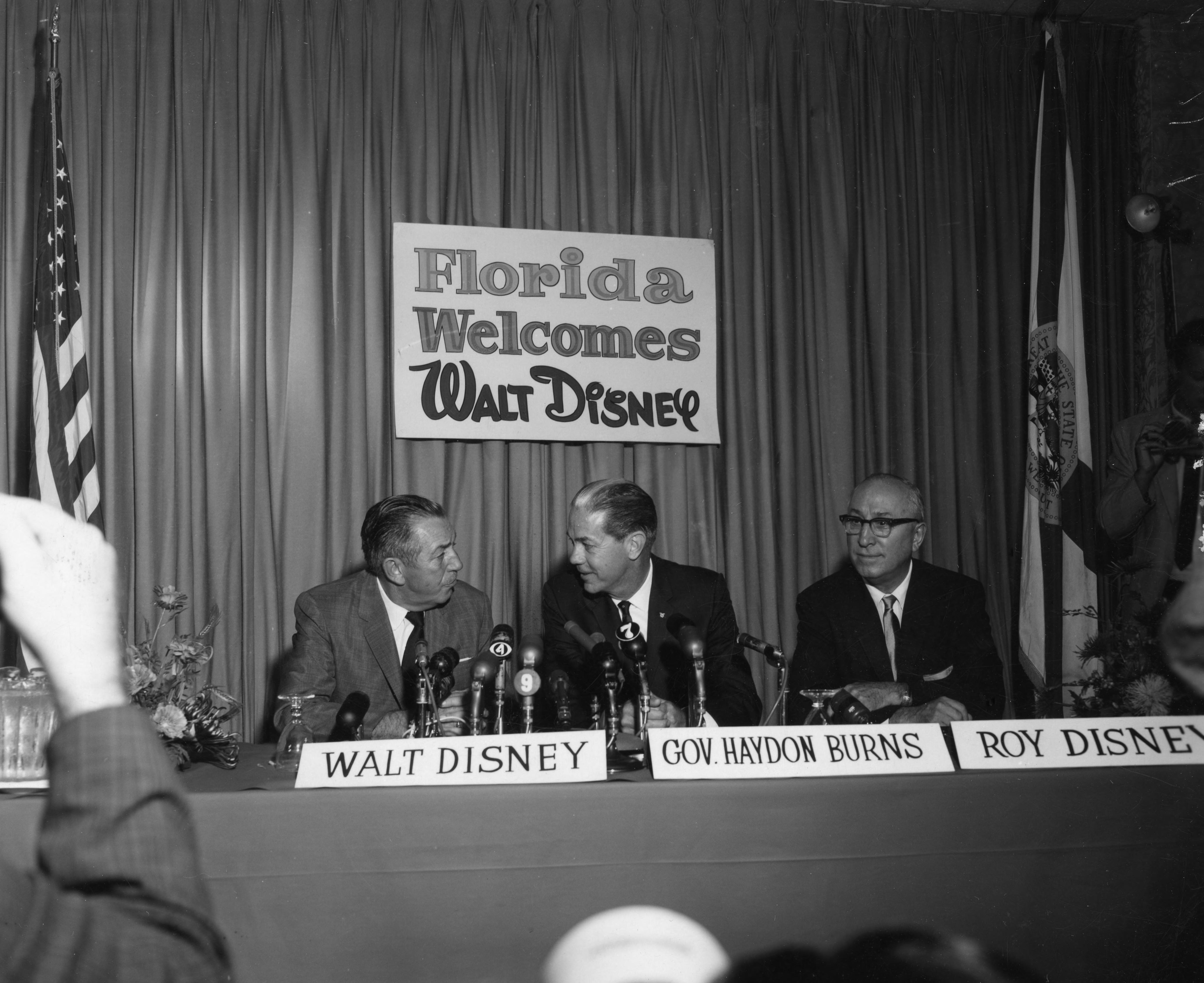
Walt Disney (esquerda) com seu irmão Roy O. Disney (direita) e o então governador da Florida W. Haydon Burns (centro) em 15 de novembro de 1965, no anúncio oficial da criação do completo Walt Disney World.

Walt Disney planejou revelar o projeto do segundo complexo em 15 de novembro de 1965 e o Orlando Sentinel havia confirmado naquela semana com o governador da Florida, Haydon Burns que seria revelado a maior atração da história da Florida. Disney e Burns se juntaram para revelar oficialmente o projeto da Disney World em 15 de novembro de 1965.

### O papel de Roy Disney
Walt Disney faleceu vítima de câncer em dezembro de 1966, antes do seu projeto vir ao mundo. Seu irmão e parceiro, Roy Disney, postergou sua aposentadoria para liderar a construção da primeira fase do complexo.
Em 2 de fevereiro de 1967, Roy Disney anunciou em uma conferência de imprensa na Florida a visão de Epcot de seu irmão. Ele afirmou que o complexo seria formado por duas cidades (Bay Lake e Reedy Creek, hoje Lake Buena Vista) e que seria a comunidade do futuro, com próprias leis e regras. O acordo com o governo da Florida já havia sido assinado em maio de 1967. A Suprema Corte da Florida regulou a lei em 1968 e então o distrito passou a ter algumas autonomias, como sua própria corporação de polícia e bombeiros.
O distrito então começou a ser construído pelo canais de drenagem e Disney construiu a primeira rodovia do complexo. O Contemporary Resort, o Polynesian Village e o Fort Wilderness foram também os primeiros hotéis construídos, sendo inaugurados em 1 de outubro de 1971. O Palm and Magnolia golfe foram abertos algumas semanas depois. Na abertura do parque, Roy Disney declarou que o complexo se chamaria "Walt Disney World", em homenagem a seu irmão. Em suas próprias palavras: "Todos escutaram sobre os carros de Ford. Mas alguém escutou sobre Henry Ford, quem começou tudo isso aí? Walt Disney World é a memória de um homem que começou tudo isso, então as pessoas saberão seu nome enquanto Walt Disney World estiver aqui". Após a dedicatória, Roy Disney perguntou à viúva de Walt Disney, Lillian, o que ela achava do complexo. De acordo com o biógrafo Bob Thomas, ela respondeu "Eu acho que Walt aprovaria". Roy morreu em 20 de dezembro de 1971, menos de três meses após a abertura do parque.

### História recente
Muito dos planos de Walt Disney, da cidade do futuro foram abandonados depois de sua morte. A empresa decidiu não continuar com a ideia de uma cidade autônoma. O conceito de parques temáticos e resorts foram seguidos. A utópica cidade foi transformada no parque Epcot em 1982, sendo a cidade do amanhã. O terceiro parque, Disney MGM Studios (renomeado para Disney's Hollywood Studios em 2008), abriu em 1989, inspirado no show business. O quarto e último parque temático foi aberto em 1998, o Disney's Animal Kingdom.

## Complexo

### Localização

Mapa do complexo de parque temáticos do resort

Apesar de muitos acharem, o complexo não fica em Orlando, mas sim cerca de 34 km (21 milhas) ao sudoeste do centro de Orlando. A propriedade inclui as cidades de Lake Buena Vista e Bay Lake. Os 11 031 hectares (110,3 milhões de m²) são acessíveis pela rodovia estadual Central Florida's Interstate 4, pela saída 62B (World Drive), 64B (US 192 West), 65B (Osceola Parkway West), 67B (SR 536 West), 68 (SR 535 North) e Exit 8 (SR 429). Na sua fundação, o parque ocupava aproximadamente 12 343 hectares. Parte da propriedade foi vendida com o tempo. Atualmente o parque ocupa 11 031 hectares (110,3 milhões de m²), área equivalente à cidade de São Francisco, ou duas vezes a ilha de Manhattan.

### Parques temáticos

#### Magic Kingdom

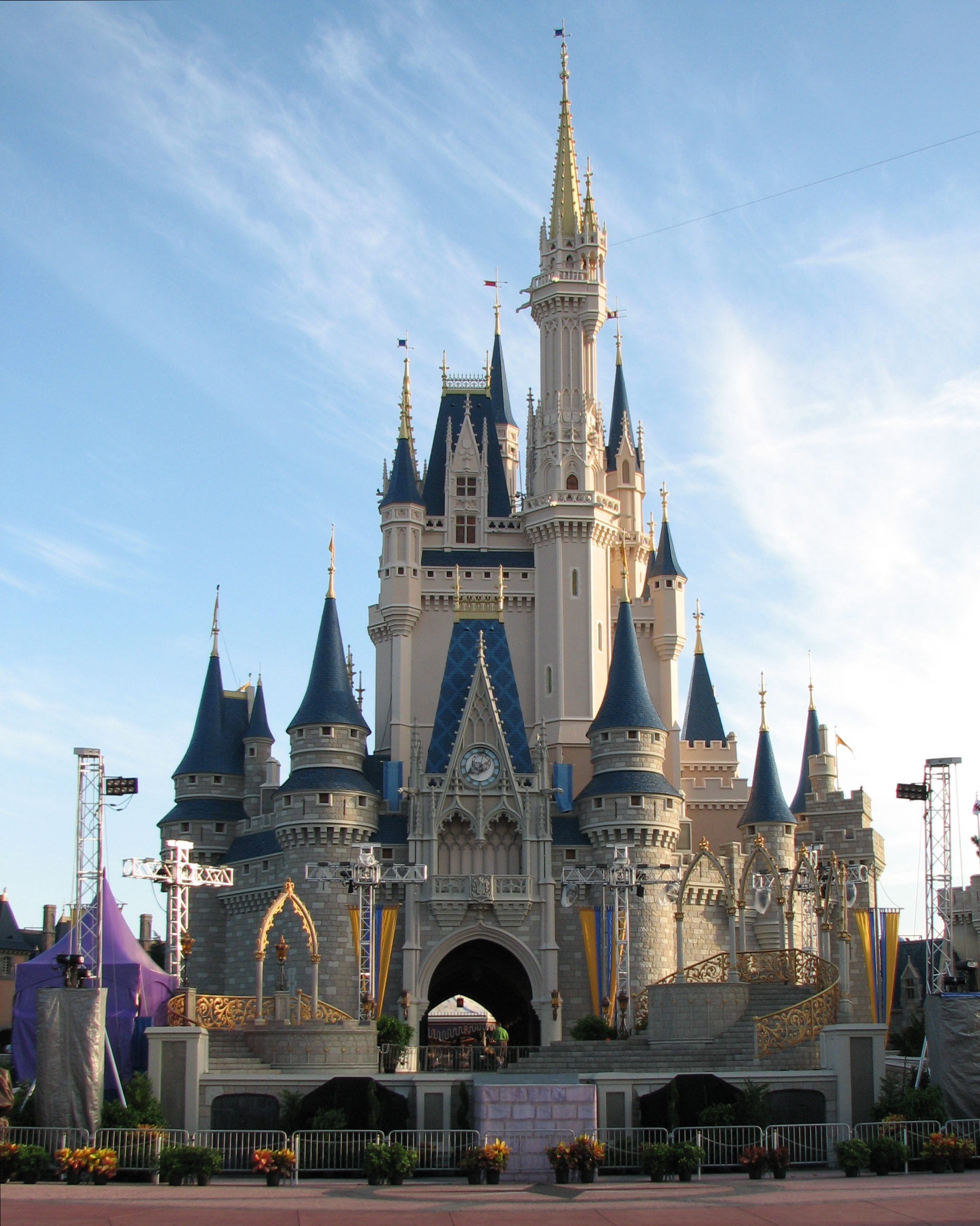
Castelo da Cinderela, no coração do Magic Kingdom.

Magic Kingdom é o  primeiro dos quatro parques temáticos da Walt Disney World, inaugurado em 1971, é o mais lúdico de todos e também o que tem mais atrações. Na verdade a maioria das pessoas acha que o Magic Kingdom (Reino Mágico, em português) é a Walt Disney World, mas não, é somente o coração e a alma do império Disney. A marca registrada do parque é o Castelo da Cinderela que fica bem no centro do parque e serve de referência para as pessoas se localizarem. As atrações e áreas temáticas ficam todas ao redor do castelo. Diariamente à noite, a antiga Main Street Electrical Parade, uma parada com carros alegóricos cobertos de lâmpadas miniatura, fadas, sereias e personagens Disney desfilam pelas ruas do parque. Antes do show principal, há diversas projeções de vinhetas de filmes Disney no castelo (Once Upon a Time). (Esta parada foi extinta em 9 de outubro de 2016 e por enquanto está sendo apresentada na Disney Land da Califórnia - por tempo indeterminado). No final acontece o espetáculo noturno "Wishes", o show teve seu início em 2003 como parte da comemoração "The Happiest Celebration on Earth" e teve prosseguimento em 2006 com a nova comemoração "The Year of a Million Dreams". Este espetáculo musical deslumbrante que conta uma história, é maior e mais brilhante que qualquer outro show pirotécnico já apresentado no Magic Kingdom! Durante o dia, a "Disney's Festival of Fantasy Parade", um desfile de 30 minutos de duração, parte da Frontierland e vai até a Main Street' (Rua Principal) - o percurso é exatamente inverso ao da parada noturna, a Electrical Parade-, com seu séquito de personagens Disney, balões, bailarinos, cantores, entre outros. O parque também é dividido em 6 reinos, cada um com atrações temáticas e com opções para todas as idades. O parque é o mais visitado de todo o mundo, mantendo essa posição desde 2008.

#### Animal Kingdom

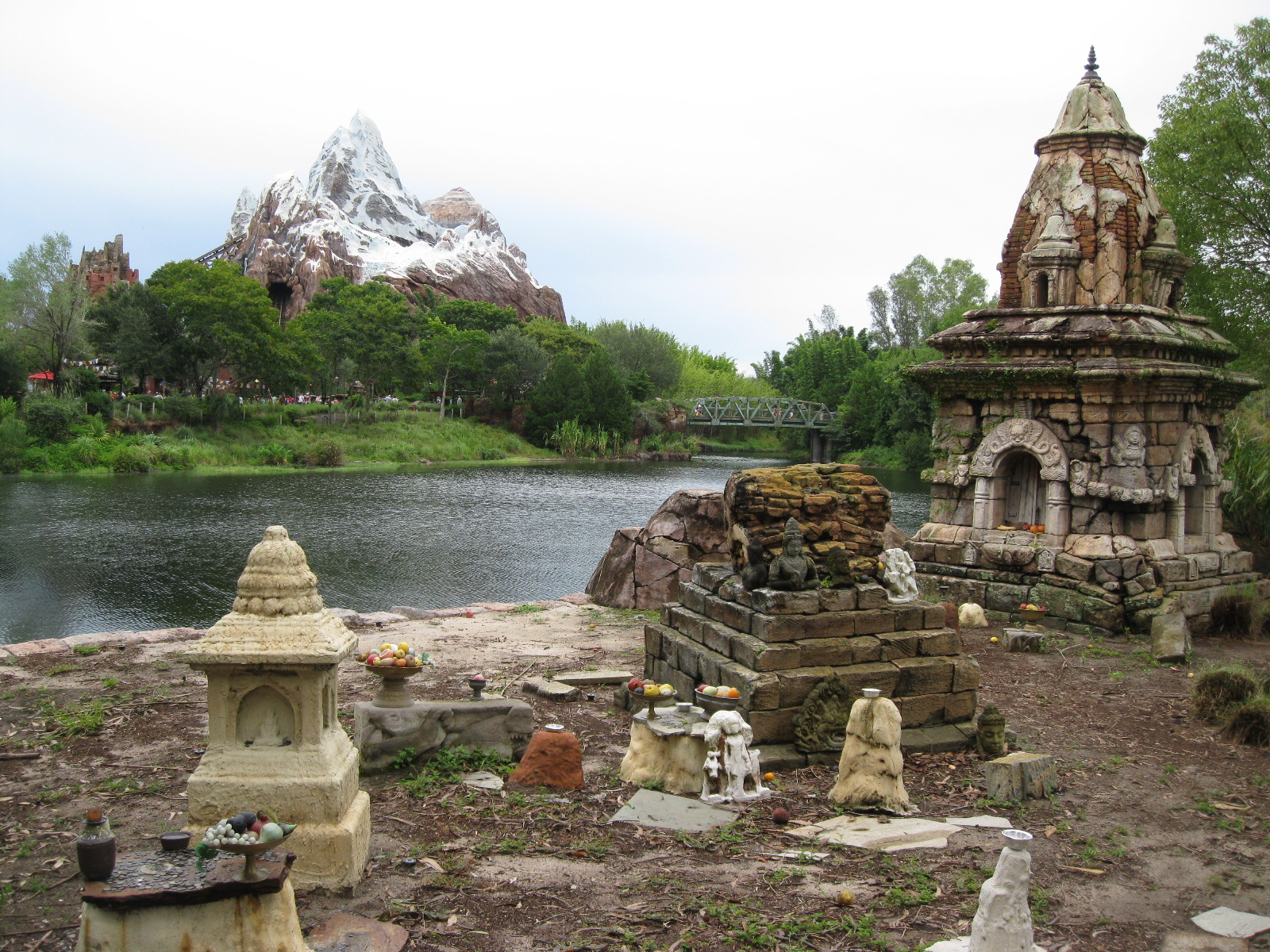
Interior do Animal Kingdom.

Animal Kingdom (Reino Animal, em português), inaugurado em abril de 1998, é o mais novo parque temático da Walt Disney World, com uma área cinco vezes maior que o primeiro parque, o Magic Kingdom. Animal Kingdom em português é Reino Animal e o intuito é celebrar a história de todos os animais: reais, imaginários e extintos. São seis áreas diferentes dentro do parque (com a previsão da abertura da sétima área em 2017), que conseguem criar um clima bastante natural e ao mesmo tempo apresentar atrações da mais alta tecnologia, como Dinosaur!, uma aventura no mundo dos dinossauros que é feita em tecnologia de Audio-Animatronics. Ao mesmo tempo que o parque apresenta atrações para diversão existe uma preocupação real com os animais, que pode ser vista principalmente na área Conservation Station, onde é mostrado como são criados os diversos animais do Animal Kingdom. A ideia de construir o Animal Kingdom surgiu numa reunião entre Michael Eisner, presidente da Disney e seu grupo de criadores, denominado Imagineers, em 1989. O parque foi construído em três anos e a maioria dos animais foram trazidos da África. Por todo parque é possível encontrar animais raros, acompanhados por seus tratadores que estão à disposição para responder à perguntas. O mais interessante sobre a Tree Of Life (Árvore da Vida) é de que nela, estão esculpidos rostos de diversos animais. Dá para passear entre suas raízes e assistir um maravilhoso filme em 3D abaixo de suas raízes. O personagem principal do filme é Flik do filme A Bug's Life (no Brasil Vida de Inseto), aonde ele apresenta um Talent Show (Show de Talentos).

#### Hollywood Studios

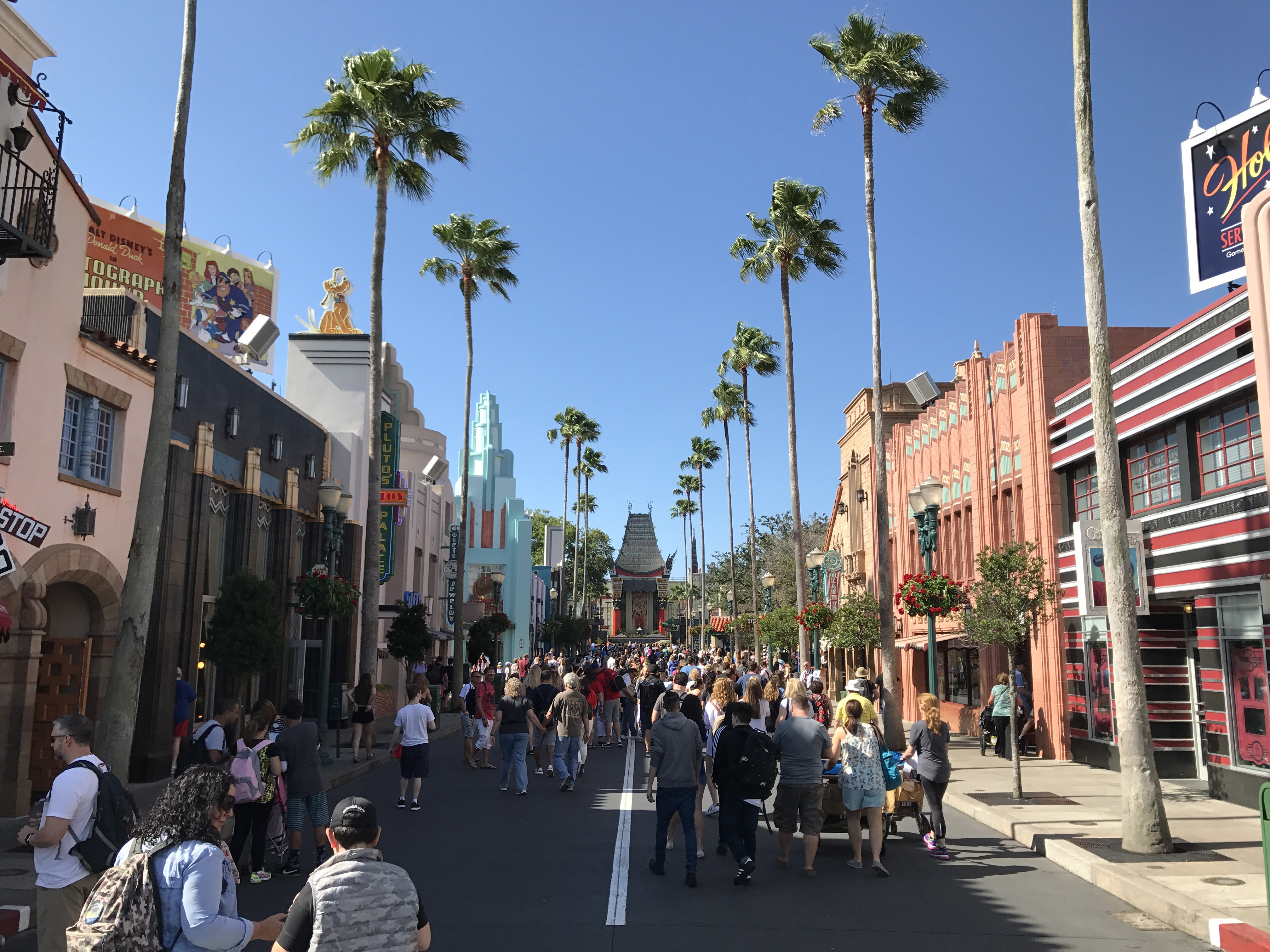
Hollywood Boulevard no Disney's Hollywood Studios

O parque Disney's Hollywood Studios é a colaboração da supremacia Disney em parques temáticos com a história cinematográfica dos estúdios Walt Disney. Fundado em 1989 com o nome Disney-MGM-Studios, no início fora acusado de estar copiando a ideia dos parques da Universal, porém antes sequer do anúncio dos planos da Universal na Flórida, a WDI (Walt Disney Imagineering - Os Imagineers) já estavam trabalhando em cima do projeto. O parque Hollywood Studios é diversão garantida para crianças, jovens e adultos que se interessam por cinema, sem contar que o Disney Studios é um dos parques mais famosos do Walt Disney World Resort. A ideia é celebrar os anos dourados de Hollywood, das décadas de 1930 e 1940 e também mostrar bastidores de produções que já foram feitas pelo estúdio, além das que estão em processo de desenvolvimento. De todos os parques da Disney este é o que mais tem crescido nos últimos anos, com constante acréscimo de novas atrações e previsão de duas novas áreas para 2017. O Disney's Hollywood Studios pode ser tranqüilamente ser visto num só dia. Em épocas de verão, fim de ano e feriados é feito um show de fogos de artifício diariamente, na hora de fechamento do parque. O show de fogos tem como trilha sonora temas de filmes clássicos. Outro show que merece destaque é o "Fantasmic", trazido e adaptado da Disneyland em 1998. O show, que acontece em um anfiteatro, mostra diariamente um sonho da imaginação do Mickey Mouse, que tem seu sonho transformado em pesadelo pelos vilões. O ponto alto do show é quando o Mickey luta contra a Malévola em forma de dragão. Outra atração que chama a atenção é a The Twilight Zone: Tower of Terror(que passou a ser o símbolo do parque após a remoção do Chapéu de Feiticeiro), aonde você presencia a história de uma família que se hospedou no hotel e acabou se transportando para outra dimensão. Na mesma atração você conta com uma super vista de todo o parque, além de uma queda de 13 andares. Em 2005, foi instalado um sistema operacional novo que cria inúmeras possibilidades de queda, fazendo quase impossível a possibilidade de um visitante ter uma queda duas vezes no mesmo ponto da atração. Outra atração de grande destaque é a Star Tours que é baseada na série Star Wars o brinquedo é um simulador onde você entra numa cabine com C3-PO e viaja por planetas e pelo espaço, usando um sistema operacional parecido com o da Tower of Terror ele dispõe de 60 cenários dos filmes de George Lucas. Recentemente a Disney comprou a Lucasfilm sendo hoje detentora dos direitos da série Star Wars com previsão de uma área do parque dedicada a esta saga.

#### Epcot

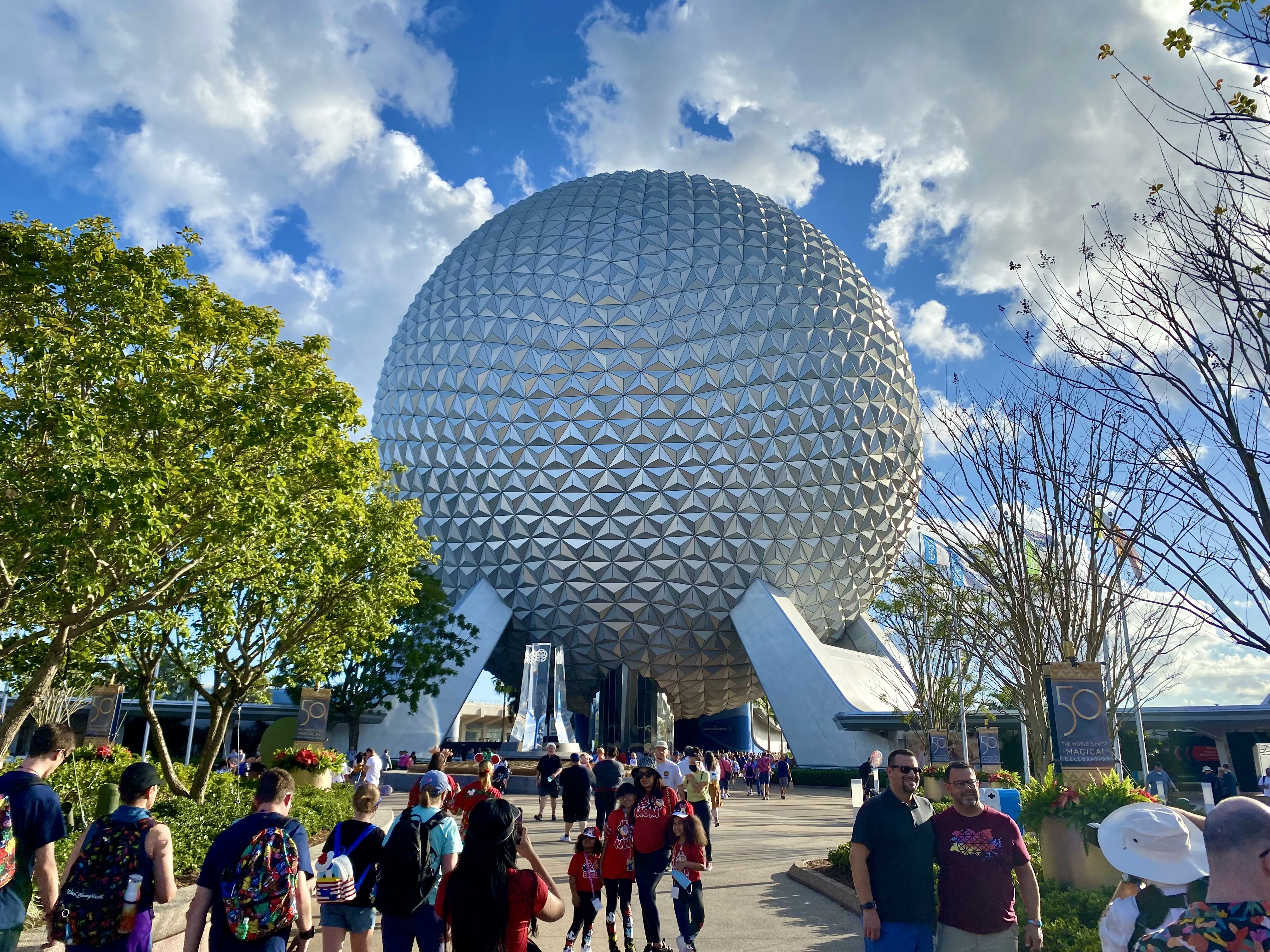
Spaceship Earth, o símbolo do Epcot.

Epcot sigla de Experimental Prototype Community of Tomorrow (Protótipo de Comunidade Experimental do Amanhã) e na verdade era a ideia inicial de Walt Disney para a Walt Disney World, em 1966. O nome original era "EPCOT", depois passou a se chamar "Epcot Center", até que mudou para o atual "Epcot". Nessa comunidade de sonhos de Disney, nações coexistem em perfeita harmonia e paz sobrevivendo do milagroso progresso do desenvolvimento tecnológico e o Epcot nunca estaria ultrapassado, pois sempre anda sendo atualizado. A comunidade em si nunca existiu, apesar da empreitada recente da Walt Disney Co. de criar uma cidade fechada, a cidade de Celebration. O Epcot é um parque com uma preocupação com a educação e, apesar do paradoxo, é um parque muito bem sucedido. O Epcot é dividido em duas partes*, Future World, uma parte com atrações bem "high-tech" e World Showcase, outra parte que tem a ver com as nações do mundo, separadas por uma grande lagoa, a World Showcase Lagoon, onde toda noite acontece o show IllumiNations: Reflections of Earth (IlumiNações: Reflexos da Terra), de som, luzes e fogos de artifício. O show Illuminations foi substituído temporariamente pelo Epcot Forever até a estreia do novo show do parque, o Harmonious. A estreia do Harmonious será no dia 28 de setembro de 2021.
Bons restaurantes e atrações interessantes fazem deste o parque preferido dos adultos. Nos últimos anos o parque recebeu diversas novas atrações. Uma delas é inspirada no filme da Disney-Pixar, "Procurando Nemo" que se chama "The Seas with Nemo and Friends" em que pessoas entram em "mariscomóveis" e viajam para baixo do mar e veem Nemo e seus amigos em projeções super realísticas, além de outras surpresas, como um dos maiores aquários de água doce do mundo. Outra atrações que merecem destaque: "Soarin", um simulador de voo de asa delta que você sente a brisa, os cheiros e a imagem parece que você está voando sob o estado da Califórnia. "Mission: Space" que parece que você é um astronauta e você pode escolher em fazer um passeio "light" ou radical. A última atração fora desenvolvida em parceria da HP e com a Nasa, para poder gerar um simulador tão forte quanto uma saída da atmosfera sentida pelos astronautas.

### Parques aquáticos

#### Blizzard Beach

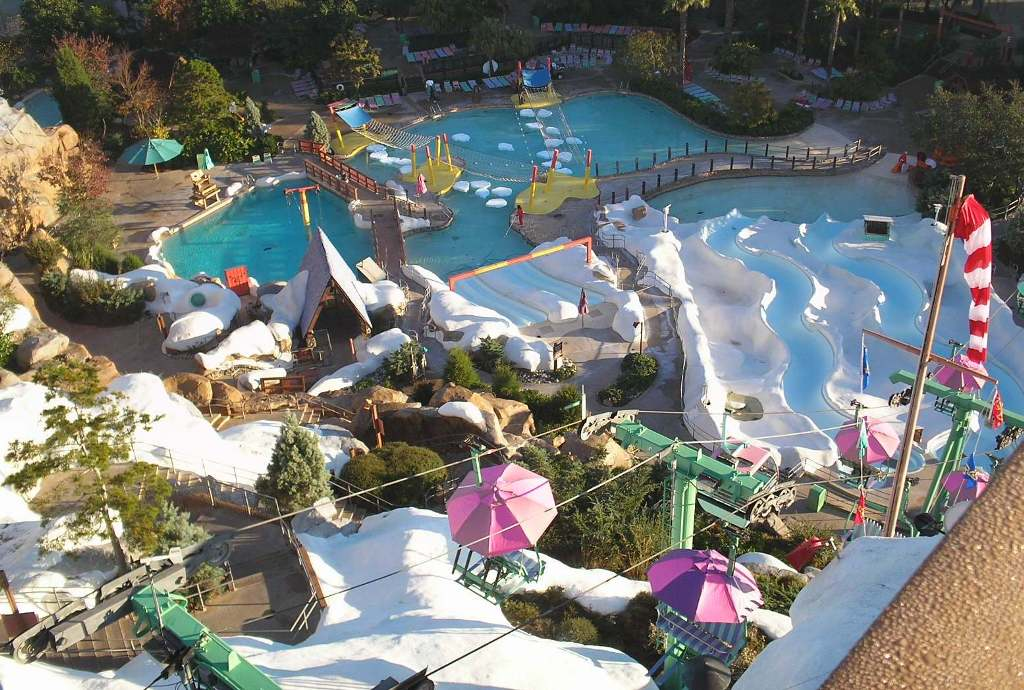
Blizzard Beach

O Disney's Blizzard Beach é um parque aquático integrado ao complexo Disney em 1995 e que representa uma estação de esqui na neve, com inúmeros tobogãs, piscina de ondas e muitas outras atrações. A água em todos os parques aquáticos da Disney possui a temperatura controlada durante todo o ano, estando sempre em um temperatura agradável em qualquer época. Uma das atrações mais pitorescas do parque é o Summit Plummet, grande escorregador em estilo tobogã de velocidade,que era mais alto do mundo até a abertura do Insano no Beach Park,no Brasil. Descidas em botes para seis pessoas e outras peripécias aquáticas fazem parte do cardápio do Blizzard Beach. Um dos setores do parque, o Melt Away Bay, é uma praia em si, com areia e ondas artificiais.

#### Typhoon Lagoon

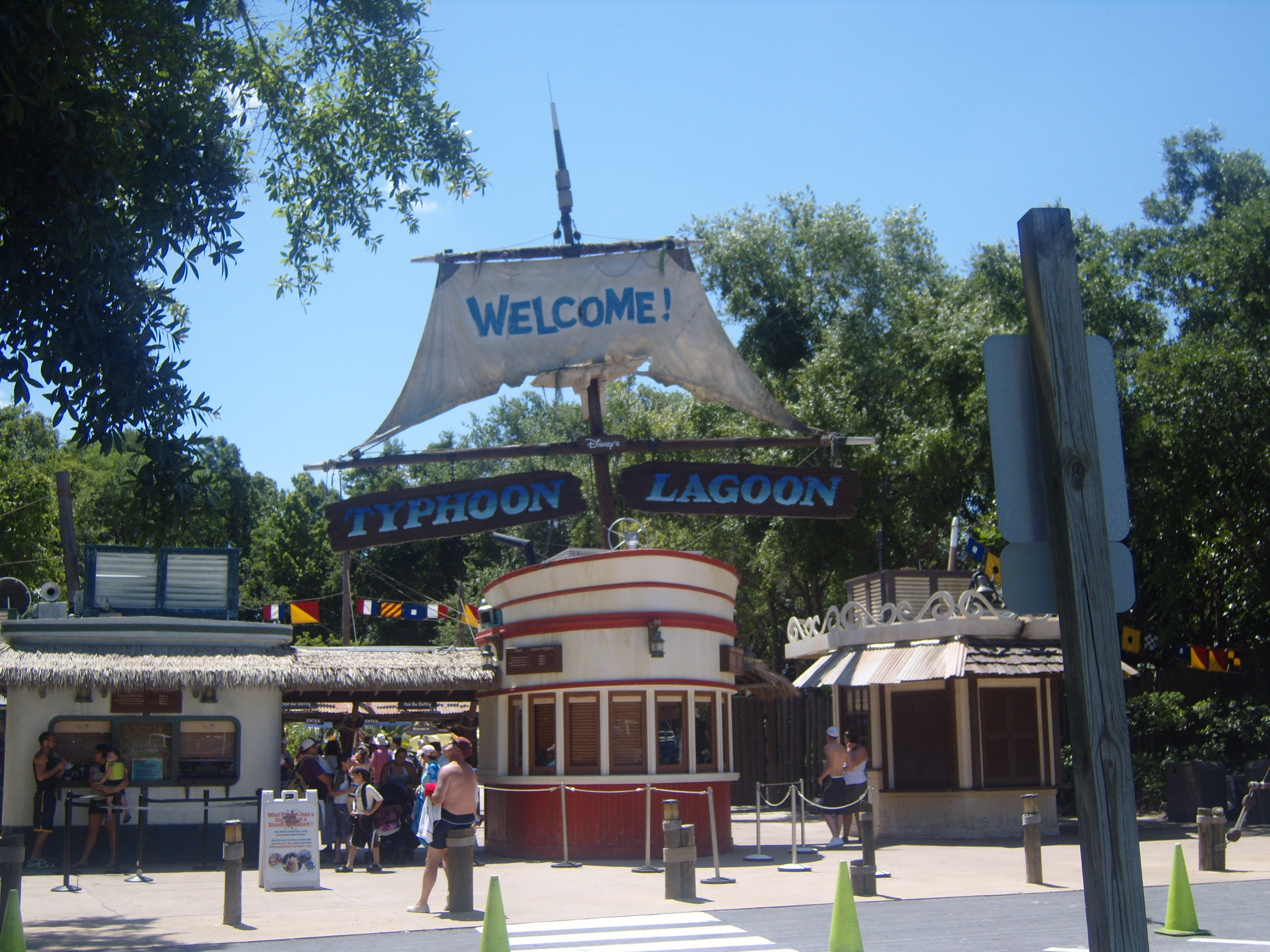
Entrada do Typhoon Lagoon

Typhoon Lagoon (Lagoa do Tufão) é um maravilhoso parque aquático do Walt Disney World Resort, inspirado nas praias do Hawai. Foi inaugurado em 1989 que representa um pequeno vilarejo que foi vitimado por uma enorme tempestade que reduziu-o a ruínas. Na parte central do parque está localizado o Monte Mayday no qual está encalhado o Miss Tilly um antigo barco pesqueiro. Este parque aquático é considerado um dos maiores do mundo. As filas das atrações são consideradas em sua maioria moderadas. Umas das atrações  de maior visitação e consequentemente de fila é o Shark Reef, que consiste de um passeio com tubarões e outros animais marinhos em um tanque com água salgada de verdade. O parque já foi palco do show gravado em dvd de Hannah Montana.

### Outras atrações

#### Disney Springs
Disney Springs (antigo Downtown Disney) tem a energia da vida noturna das melhores cidades do mundo. Com o objetivo de ser um centro de entretenimento com direito a centro de compras, lazer, recreação e alimentação, Disney Springs inspirou o Universal CityWalk. Uma infinidade de restaurantes e lojas, além de clubes de música e boates, fazem de Disney Springs a melhor parada noturna (e diurna) em Orlando, seja para fazer compras, comer, dançar, ouvir música ou ir ao cinema. A área divide-se em três diferentes setores: Marketplace, Pleasure Island e West Side. Há também em Disney Springs uma filial do Cirque du Soleil: La Nouba, também em West Side, aberto em 1997. O espetáculo La Nouba já recebeu desde sua inauguração mais de 10 milhões de espectadores. O Disney Quest, complexo de jogo eletrônicos, está presente nesta área, mas tem previsão de encerramento para 2016.

#### Disney's BoardWalk
Aberto em 1 de julho de 1996, é um complexo que mistura hotel com área de entretenimento, semelhante ao acima citado Disney Springs. Possui um calçadão a beira do lago com diversas opções de restaurantes, casas noturnas e lojas. Tem sido opção cada vez mais frequente entre os visitantes do complexo.

### Transportes

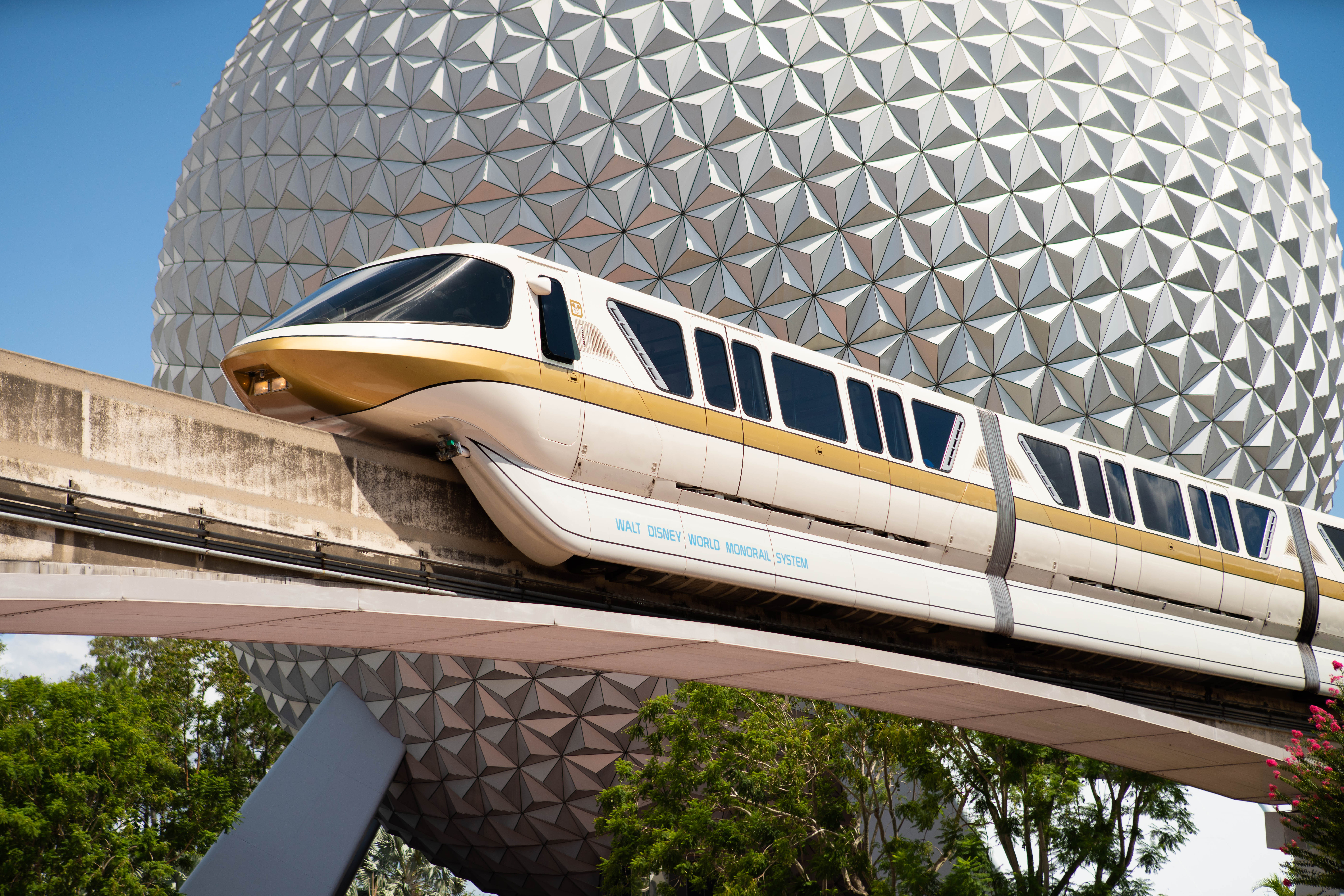
Monotrilho do complexo Walt Disney World

O complexo Disney possui seu próprio sistema de transportes, formado por ônibus, barcos e monotrilhos. Linhas de ônibus servem todos os hotéis aos parques e centros de entretenimento. Os hotéis mais luxuosos possuem a ligação aos parques via barco ou monotrilho. Todos podem ser usados de forma gratuita.
Um ônibus chamado de "Disney's Magical Express" comunica o aeroporto internacional de Orlando até os hotéis do complexo de forma gratuita. Para voos domésticos, há a opção da própria Disney coletar a bagagem do hóspede na esteira do aeroporto e entregar dentro do quarto do hotel. Também há conexão entre o complexo e os cruzeiros da Disney.

### Hotéis

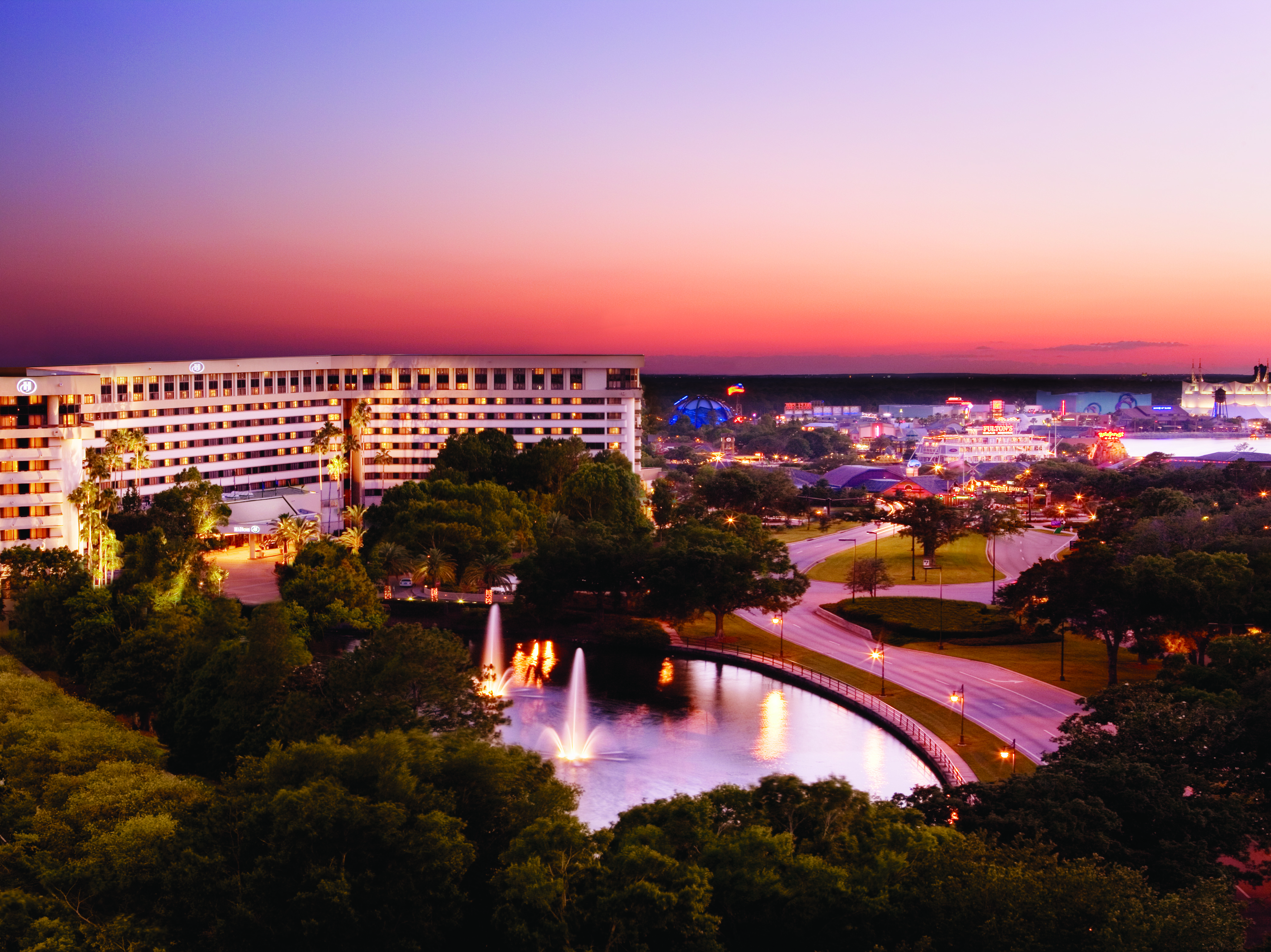
Hilton localizado no Walt Disney World.

De 34 hotéis do complexo, 28 são de propriedade da Walt Disney Parks and Resorts. Eles são classificados em quatro categorias: Luxo, Moderado, Econômicos e Vilas e são localizados em uma das cinco áreas do complexo: Magic Kingdom, Epcot, Wide World of Sports, Animal Kingdom e Disney Springs.

## Público

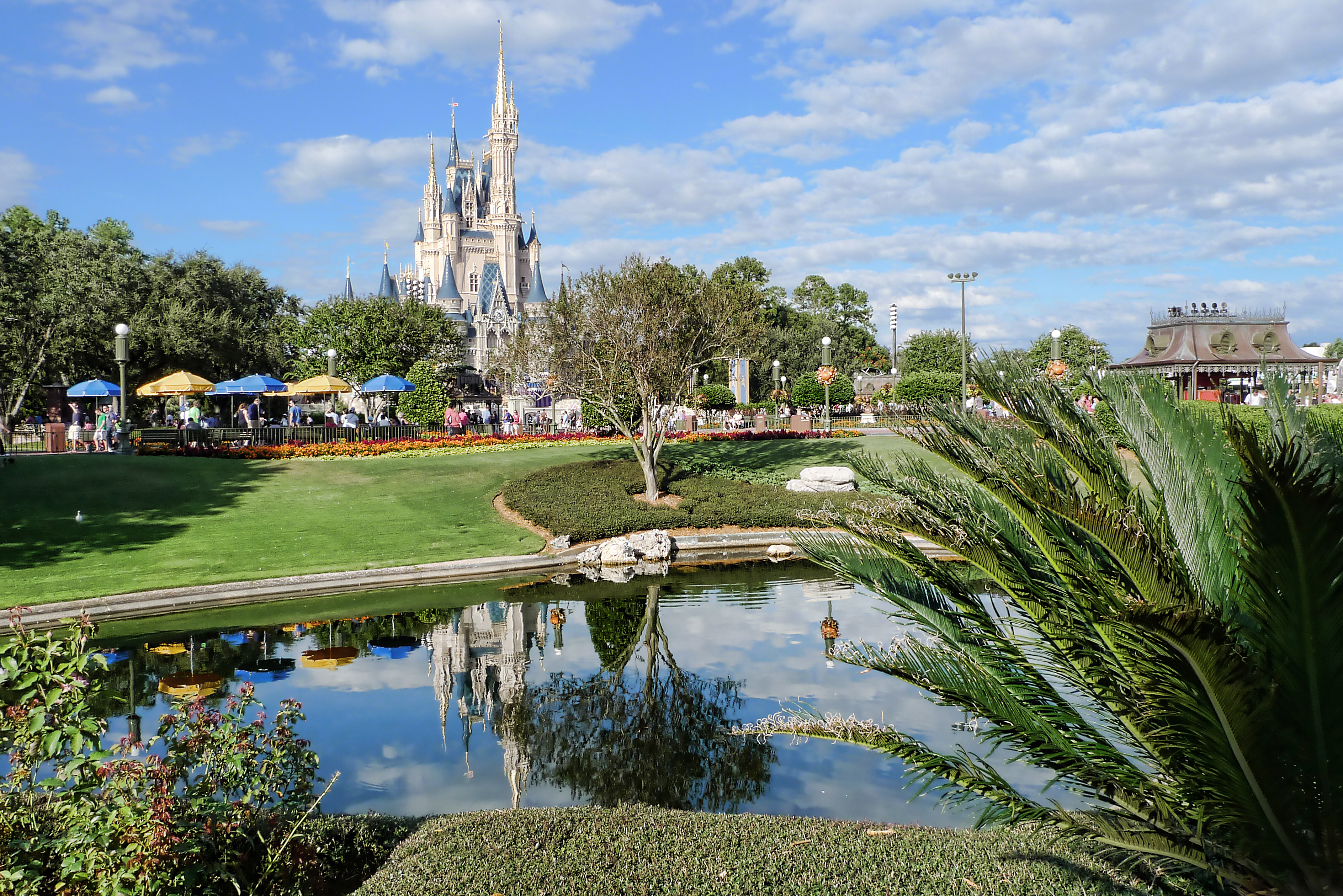
Magic Kingdom, o parque mais visitado do mundo

Em 2014, os quatro parques temáticos estavam classificados entre os oito parques mais visitados do mundo, em uma lista de 25 parques. O mais visitado do mundo foi o Magic Kingdom, com 19 332 000 visitantes. Em 6º lugar, está o Epcot, com 11 454 000 visitantes. Em 7º, o Disney's Animal Kingdom, com 10 402 000 visitantes. Em 8º, o Disney's Hollywood Studios, com 10 312 000 visitantes.
| Ano  | Magic Kingdom | Epcot      | Disney's Hollywood Studios | Disney's Animal Kingdom |
| ---- | ------------- | ---------- | -------------------------- | ----------------------- |
| 2008 | 17 063 000    | 10 935 000 | 9 608 000                  | 9 540 000               |
| 2009 | 17 233 000    | 10 990 000 | 9 700 000                  | 9 590 000               |
| 2010 | 16 972 000    | 10 825 000 | 9 603 000                  | 9 686 000               |
| 2011 | 17 142 000    | 10 826 000 | 9 699 000                  | 9 783 000               |
| 2012 | 17 536 000    | 11 063 000 | 9 912 000                  | 9 998 000               |
| 2013 | 18 588 000    | 11 229 000 | 10 110 000                 | 10 198 000              |
| 2014 | 19 332 000    | 11 454 000 | 10 312 000                 | 10 402 000              |

### Empregos
Quando o Magic Kingdom abriu, em 1971, o completo empregava cerca de 5,5 mil membros. Hoje em dia, a Walt Disney World emprega mais de 70 mil membros, gastando mais de 1,2 bilhão de dólares em pagamento de salários e 475 milhões de dólares em benefícios anualmente. O complexo é a maior unidade empregadora dos EUA. Walt Disney World possui mais de 3,7 mil classes de trabalhos e apoia também o programa de estágio de verão das universidades do mundo todo, oferecendo empregos temporários e moradia a 24 km do complexo em apartamentos da Disney.

### Cultura corporativa
A cultura corporativa do Walt Disney World é baseada no respeito aos princípios criados da Disneylândia, da California. Inclui guias de como tratar e respeitar os visitantes e o que fazer em cada situação. Exemplos são chamar os hóspedes de visitantes ("guests", em inglês), brinquedos dos parques de "atração", cobrir perfeitamente o rosto dos membros vestidos de personagens, não estar presente o mesmo personagem em mais de um lugar no mesmo parque e cortesia com todos.

### Manutenção
Em março de 2004, um artigo do jornal local Orlando Sentinel, afirmou que o então presidente do completo, Al Weiss compartilhou os seguintes dados:
- mais de 5 mil funcionários dedicados à manutenção e engenharia, incluindo 750 botânicos e 600 pintores;
- a Disney gasta mais de 100 milhões de dólares anualmente em manutenção somente no Magic Kingdom. Em 2003, 6 milhões de dólares foram gastos na renovação do restaurante Crystal Palace. 90% dos visitantes dizem que a limpeza dos parques é excelente ou muito boa;
- as ruas dos parques são limpas todas as noites;
- os postes da Main Street de Magic Kingdom são pintados todas as noites;
- os cavalos e barras do carrossel do Magic Kingdom são pintados diariamente;
- existe uma fazenda de árvores no complexo para substituir árvores que necessitam ser trocadas por outras da mesma idade e tamanho.